# Domingo Bohórquez Jiménez
Domingo Bohórquez Jiménez (Valencia de Alcántara, Cáceres ¿?-Cádiz,18 de abril de 2001) fue profesor, historiador y corresponsal de Diario de Cádiz.

## Biografía
Nació en Valencia de Alcántara. Afincado en Cádiz desde 1971,a donde llegó como profesor al colegio de "Los Remedios".
De 1987 a 1991 fue responsable de la Revista Municipal de Chiclana El Trovador, en donde además publicó más de cien artículos sobre historia, arte, geografía, antropología... Formó parte del Equipo de Cultura Andaluza encargado de la redacción del Programa de Cultura Andaluza en el Currículum de las Enseñanzas no Universitarias. Igualmente, ha estado integrado en el Grupo de Investigación “La Bahía de Cádiz: formación, desarrollo y perspectivas de un espacio geopolítico integrado (1700-2000)” de la Universidad de Cádiz.
La gran amistad que mantenía con Fernando Quiñones y su familia hizo que fuera el gran impulsor de la fundación que lleva su nombre.Dirigió esta fundación hasta su trágica e inesperada muerte, ocurrida el 18 de abril de 2001, con 50 años.
Su biblioteca personal fue incorporada al Archivo Histórico Municipal de Chiclana.

## Obra
- Las Ordenanzas del Concejo de Valencia de Alcántara (1982).
- La madre Antonia de Jesús, 1612-1695 (1987)
- Gobierno y hacienda municipal en el Ducado de Medina Sidonia (1995)
- Fundaciones femeninas andaluzas en el siglo XVII: los escritos de la recoleta madre Antonia de Jesús (1995)
- Chiclana de la Frontera, Geografía, Historia, Urbanismo y Arte (1996)
- Vejer de la Frontera en la segunda mitad del siglo XVIII: el informe de 1777 (1997)
- El Ducado de Medina Sidonia en la Edad Moderna, Chiclana de la Frontera (1999)
- Sancti-Petri de ayer y de hoy(2000)